# CygamesPictures
CygamesPictures, Inc. (яп. 株式会社CygamesPictures Кабусики-гайся Saigēmusu Pikuchāzu) Японская анимационная студия, дочерняя компания Cygames.

## История
В 2015 году Cygames объявила о создании собственного подразделения по производству аниме, которое будет заниматься производством аниме по мотивам своих игр, а также оригинальных аниме. Год спустя, в 2016 году, Cygames объявила о создании собственной аниме-студии под названием CygamesPictures, которая будет заниматься созданием и анимацией собственных аниме, при этом подразделение по производству аниме теперь является частью самой студии.

## Работы

### Аниме-сериалы
| Год  | Название                           | Оригинальное название                    | Режиссёр         | Дата начала трансляции | Дата окончания трансляции | Эпизоды | Примечания                             |
| ---- | ---------------------------------- | ---------------------------------------- | ---------------- | ---------------------- | ------------------------- | ------- | -------------------------------------- |
| 2019 | Ярость Бахамута: Друзья из Манарии | マナリアフレンズ                         | Хидэки Окамото   | 21 января 2019         | 25 марта 2019             | 10      | Адаптация манги.                       |
| 2020 | Связь принцесс! Новое погружение   | プリンセスコネクト！                     | Такаоми Канасаки | 7 апреля 2920          | 30 июня 2020              | 13      | Адаптация манги.                       |
| 2022 | Связь принцесс! Новое погружение 2 | プリンセスコネクト!                      | Такаоми Канасаки | 11 января 2022         | 29 марта 2022             | 12      | Продолжение Princess Connect! Re:Dive. |
| 2023 | Идолмастер: Девушки-золушки - U149 | アイドルマスター シンデレラガールズ U149 | Манабу Окамото   | 6 апреля 2023          | 29 июня 2023              | 12      | Адаптация манги.                       |
| 2024 | Взрывной храбрец Брейверн          | 勇気爆発バーンブレイバーン               | Масами Обари     | 11 января 2024         | 28 марта 2024             | 12      | Оригинальная работа.                   |
| 2025 | Девушки-пони: Серая Золушка        | ウマ娘 シンデレラグレイ                  | Юки Ито          | 6 апреля 2025          | 29 июня 2025              | 13      | Адаптация манги Тайё Кудзуми.          |
| 2025 | Апокалипсис: Отель                 | アポカリプスホテル                       | Кана Сюндо       | 6 апреля 2025          | 24 июня 2025              | 12      | Оригинальная работа.                   |
| 2025 | Лето, когда умер Хикару            | 光が死んだ夏                             | Рёхэй Такэсита   | 6 июля 2025            | 21 сентября 2025          | 12      | Адаптация манги Рэн Мокумоку.          |

### ONA
- Blade Runner Black Out 2022 (2017)
- Cinderella Girls 10th Anniversary Celebration Animation Eternity Memories (2022)
- Uma Musume Pretty Derby: Road to the Top (2023)

### Полнометражные фильмы
| Год  | Название                    | Оригинальное название     | Режиссёр    | Релиз       | Продолжительность | Примечания |
| ---- | --------------------------- | ------------------------- | ----------- | ----------- | ----------------- | ---------- |
| 2024 | Девушки-пони: Славное дерби | ウマ娘 プリティーダービー | Кэн Ямамото | 24 мая 2024 | 107 мин.          |            |

### Клипы
- Feel Like (2025)[3]

### Неподтверждённые предстоящие работы
- Kagurabachi (TBA)[4]